# Butjärnskogens naturreservat
Butjärnskogens naturreservat är ett naturreservat i Torsby kommun i Värmlands län.
Området är naturskyddat sedan 2024 och är 463 hektar stort. Reservatet ligger nordost om Torsby och består av våtmarker med fastmarksholmar med tallskog.